# Cytheropteron vespertilio
Cytheropteron vespertilio är en kräftdjursart som först beskrevs av Reuss 1850.  Cytheropteron vespertilio ingår i släktet Cytheropteron och familjen Cytheruridae. Inga underarter finns listade i Catalogue of Life.